# Karel Thole
Carolus Adrianus Maria (Karel) Thole (Bussum, 20 april 1914 - Cannobio (Italië), 26 maart 2000) was een Nederlands kunstenaar.
Thole was leerling aan de Rijksnormaalschool voor Teekenonderwijzers in Amsterdam. Hij was schilder, politiek tekenaar, illustrator, boekverzorger, ontwerper van boekbanden. Voor Uitgeverij Het Spectrum in Utrecht verzorgde hij illustraties in de Zonnewijzer-jaarboeken en De Windroos in 1939 en 1940. Onder meer tekende hij de illustraties van Godfried Bomans' Erik of het Klein Insectenboek, dat in 1941 bij Het Spectrum verscheen. Thole werkte in Nederland tot 1958, toen hij met zijn familie naar Milaan, Italië, verhuisde. Daar begon hij boekomslagen te ontwerpen voor de Italiaanse uitgeverijen Mondadori en Rizzoli. De uit het Italiaans vertaalde boekenserie Don Camillo van Giovanni Guareschi, veelgelezen in de jaren 50-80, werd door Karel Thole voorzien van omslagen en illustraties.
Gedurende de jaren '70 werd Thole beschouwd als een dominante figuur in de Europese sciencefiction illustratie, grotendeels te danken aan zijn alom bewonderde covers voor het Italiaanse tijdschrift Urania en de Duitse uitgever Heyne. Tijdens dit decennium begon hij ook opdrachten te ontvangen van de Amerikaanse uitgevers Ace Books en DAW Books en de Britse SF imprint Orbit. Thole bleef werken tot 1986, toen problemen hem dwongen om met pensioen te gaan.
Gevoegd bij zijn andere onderscheidingen, werd aan Thole een Special Award gegeven. In 1973 ontving hij in Toronto drie Locus Award nominaties als beste professioneel kunstenaar in 1973, 1974 en 1975.

## Antisemitisme
Voor de Tweede Wereldoorlog was Thole betrokken bij een aantal antisemitische publicaties. Hij maakte tussen 1934 en 1936 illustraties voor het maandblad De Nieuwe Gemeenschap van Albert Kuyle, en daarna voor het weekblad Vrijdag van Jan Derks. Kuyle en Derks waren beide zowel conservatief-katholiek als antisemiet. Zijn meest openlijk antisemitische illustraties maakte Thole voor Zwart Front, het weekblad van de gelijknamige fascistische politieke partij. Een bekend voorbeeld is de spotprent "Bram is uit eten geweest", die een overmatig dikke man toont met forse neus en davidster en in zijn zakken tafelzilver en bankbiljetten. Een andere prent persifleert een opsporingsbericht; Thole tekende daarvoor karikaturale Joodse hoofden, Kuyle schreef de tekst. Voor die prent werden Thole en Kuyle in 1938 vervolgd wegens belediging van een bevolkingsgroep. Thole werd vrijgesproken, Kuyle kreeg een boete opgelegd.
Tijdens de oorlog leverde Thole illustraties voor De Weg, de opvolger van Zwart Front nadat de partij zich had omgedoopt tot Nationaal Front. Hij ging daarmee door tot het Front in 1941 door de bezetter werd verboden. In 1943 maakte hij een wandschildering en een affiche voor de tentoonstelling De jeugdherberg van morgen in het Stedelijk Museum Amsterdam, een propaganda-evenement georganiseerd door het Departement van Volksvoorlichting en Kunsten waaraan ook Tholes collega Eppo Doeve een bijdrage leverde. Verder maakte Thole een aantal omslagen voor de propagandistische detectivereeks De Drie-Stuivers-Roman van Willem W. Waterman, een uitgave van de nationaalsocialistische uitgeverij Opbouw.